# Nghiện Internet
Nghiện Internet (tiếng Anh: Internet addiction disorder, IAD) được định nghĩa là việc sử dụng Internet có vấn đề, mang tính lạm dụng, dẫn đến suy giảm đáng kể chức năng của một cá nhân trong các lĩnh vực cuộc sống khác nhau trong một thời gian dài. Thanh thiếu niên là một trong những nhóm có nguy cơ đặc biệt phát triển rối loạn nghiện Internet hoặc sử dụng Internet có vấn đề.
Mối quan hệ này và các mối quan hệ khác giữa việc sử dụng phương tiện truyền thông kỹ thuật số và sức khỏe tâm thần đã được nghiên cứu, tranh luận và thảo luận đáng kể giữa các chuyên gia trong một số lĩnh vực, và đã gây ra tranh cãi từ cộng đồng y tế, khoa học và công nghệ. Những rối loạn như vậy có thể được chẩn đoán khi một cá nhân tham gia vào các hoạt động trực tuyến với cái giá phải trả là không hoàn thành trách nhiệm hàng ngày hoặc theo đuổi các sở thích khác mà không quan tâm đến hậu quả tiêu cực. Internet có thể thúc đẩy nhiều chứng nghiện khác nhau bao gồm nghiện nội dung khiêu dâm, chơi trò chơi, các trang đấu giá, các trang mạng xã hội và lướt Web.
Sử dụng Internet quá mức chưa được Tổ chức Y tế Thế giới, Sổ tay Chẩn đoán và Thống kê về Rối loạn Tâm thần (DSM-5) hoặc Phân loại Bệnh tật Quốc tế (ICD-11) công nhận là rối loạn. Chẩn đoán rối loạn chơi game đã được đưa vào Bảng phân loại bệnh quốc tế (ICD-11). Tranh cãi xung quanh chẩn đoán bao gồm liệu rối loạn là một thực thể lâm sàng riêng biệt hay là biểu hiện của các rối loạn tâm thần tiềm ẩn. Nghiên cứu đã tiếp cận câu hỏi từ nhiều quan điểm khác nhau, không có định nghĩa được chuẩn hóa hoặc thống nhất trên toàn cầu, dẫn đến khó khăn trong việc xây dựng các khuyến nghị dựa trên bằng chứng.
Do thanh thiếu niên (12–19 tuổi) và người trưởng thành mới nổi (20–29 tuổi) truy cập Internet nhiều hơn bất kỳ nhóm tuổi nào khác và có nguy cơ lạm dụng Internet cao hơn, vấn đề rối loạn nghiện Internet liên quan nhiều nhất đến giới trẻ.

## Dấu hiệu và triệu chứng

### Hậu quả sức khỏe tâm thần
Một nghiên cứu  học về học sinh trung học Trung Quốc (2010) cho thấy rằng những người có nguy cơ nghiện Internet từ trung bình đến nặng có nguy cơ mắc các triệu chứng trầm cảm cao hơn 2,5 lần so với những người không nghiện internet.

### Hậu quả xã hội
Bằng chứng được ghi nhận tốt nhất về chứng nghiện Internet cho đến nay là sự gián đoạn thời gian, dẫn đến ảnh hưởng đến cuộc sống xã hội bình thường, bao gồm cả việc học tập, hiệu suất nghề nghiệp và thói quen hàng ngày. Một số nghiên cứu cũng tiết lộ rằng nghiện internet  có thể dẫn đến sự gián đoạn các mối quan hệ xã hội . Tuy nhiên, những người khác cũng lưu ý rằng việc nghiện internet có lợi cho các mối quan hệ đồng mức.
Tiến sĩ Keith W. Beard (2005) nói rằng "một cá nhân bị nghiện khi trạng thái tâm lý của một cá nhân, bao gồm cả trạng thái tinh thần và cảm xúc, cũng như các tương tác học tập, nghề nghiệp và xã hội của họ, bị suy giảm do lạm dụng [Internet] ".
Do tính chất phức tạp của nó, một số học giả không đưa ra định nghĩa về chứng rối loạn nghiện Internet và trong suốt thời gian, các thuật ngữ khác nhau được sử dụng để mô tả cùng một hiện tượng sử dụng Internet quá mức. Rối loạn nghiện Internet được sử dụng thay thế cho việc sử dụng Internet có vấn đề, sử dụng Internet bệnh lý và rối loạn nghiện Internet. Trong một số trường hợp, hành vi này còn được gọi là lạm dụng Internet, sử dụng máy tính có vấn đề, bắt buộc phải sử dụng Internet, lạm dụng Internet, sử dụng Internet có hại và phụ thuộc vào Internet.

### Các triệu chứng thể chất
Các triệu chứng về thể chất bao gồm hệ thống miễn dịch suy yếu do thiếu ngủ, mất tập thể dục, tăng nguy cơ mắc hội chứng ống cổ tay và căng thẳng ở mắt và lưng, não bộ mất tính tư duy sáng tạo.
Các triệu chứng cai nghiện có thể bao gồm kích động, trầm cảm, tức giận và lo lắng khi người bệnh bị buộc phải rời xa các thiết bị công nghệ. Các triệu chứng tâm lý này thậm chí có thể chuyển thành các triệu chứng thể chất như tim đập nhanh, cơ thể mệt mỏi, stress, căng thẳng ở vai và khó thở. Hình thành thói quen lúc nào cũng sử dụng các thiết bị công nghệ, não bộ bị lệ thuộc, giảm tương tác trực tiếp giữa các cá nhân.

### Rối loạn liên quan

Những người sử dụng điện thoại thông minh.

#### Nghiện cờ bạc trực tuyến
Theo David Hodgins, giáo sư tâm lý học tại Đại học Calgary, cờ bạc trực tuyến được coi là nghiêm trọng như bệnh lí. Nó được biết đến như một "chứng rối loạn bị cô lập" có nghĩa là những người có đam mê cờ bạc thích tách mình ra khỏi những gián đoạn và sao nhãng. Bởi vì cờ bạc có sẵn trực tuyến, nó làm tăng cơ hội cho những người chơi  say mê cờ bạc mà không ảnh hưởng xã hội làm ảnh hưởng đến quyết định của họ. Đây là lý do tại sao rối loạn này ngày càng trở thành một vấn đề vào thời điểm này và là lý do tại sao nó rất khó khắc phục. Cơ hội để đánh bạc trực tuyến hầu như luôn có sẵn trong thế kỷ này thay vì chỉ có cơ hội trong một diễn đàn công nghệ công khai tại các sòng bạc chẳng hạn. Cờ bạc trực tuyến đã trở nên khá phổ biến đặc biệt là với thanh thiếu niên ngày nay. Giới trẻ ngày nay có kiến thức nhiều hơn về phần mềm và công cụ tìm kiếm hiện đại cùng với nhu cầu kiếm thêm tiền nhiều hơn. Vì vậy, họ không chỉ dễ dàng tìm thấy cơ hội để đánh bạc hơn bất kỳ chủ đề nào, mà động cơ để được cấp số tiền này là rất mong muốn.

#### Nghiện chơi game trực tuyến (rối loạn chơi game trên Internet)
Nghiện trò chơi điện tử là một vấn đề được biết đến trên toàn thế giới. Tỷ lệ và mức độ nghiêm trọng tăng lên vào những năm 2000, với sự ra đời của công nghệ băng thông rộng, các trò chơi cho phép tạo hình đại diện, trò chơi 'đời thứ hai' và MMORPG (trò chơi nhập vai trực tuyến nhiều người chơi). World of Warcraft có cộng đồng MMORPG trực tuyến lớn nhất và đã có một số nghiên cứu về chất gây nghiện của trò chơi. Người nghiện của trò chơi bao gồm từ trẻ em đến người lớn trưởng thành. Một ví dụ nổi tiếng là Ryan van Cleave, một giáo sư đại học có cuộc sống sa sút khi ông tham gia vào trò chơi trực tuyến. Andrew Doan, MD, PhD, một bác sĩ có nền tảng nghiên cứu về khoa học thần kinh, đã chiến đấu với cơn nghiện trò chơi điện tử của chính mình, khi ông đầu tư hơn 20.000 giờ chơi game trong thời gian chín năm.
Nghiện chơi game trực tuyến có thể được xem xét dựa trên lý thuyết về điều kiện hoạt động của BF Skinner, trong đó tuyên bố rằng tần suất của một hành vi nhất định có liên quan trực tiếp đến việc khen thưởng và trừng phạt hành vi đó. Nếu một hành vi được khen thưởng, nó có nhiều khả năng được lặp lại. Cảm giác chiến thắng trong các trò chơi cũng là một trong những niềm vui tác động lên não bộ. Nếu nó bị trừng phạt, nó sẽ bị ức chế.
Orzack, một nhà tâm lý học lâm sàng tại Bệnh viện McLean ở Massachusetts tuyên bố rằng 40% người chơi World of Warcraft (WoW) bị nghiện. Orzack nói rằng cách tốt nhất để tối ưu hóa hành vi mong muốn của đối tượng là cung cấp phần thưởng cho hành vi đúng và sau đó điều chỉnh số lần đối tượng được yêu cầu thể hiện hành vi đó trước khi phần thưởng được cung cấp. Ví dụ, nếu một con chuột phải nhấn vào một thanh để nhận thức ăn, thì nó sẽ nhấn nhanh hơn và thường xuyên hơn nếu nó không biết nó cần nhấn thanh đó bao nhiêu lần. Một thứ tương đương trong World of Warcraft sẽ là những giọt chiến lợi phẩm màu tím (đỉnh cao). Người chơi trong World of Warcraft thường sẽ dành hàng tuần để săn tìm một vật phẩm đặc biệt dựa trên hệ thống may rủi, đôi khi chỉ có 0,01% khả năng nó bị rơi bởi một con quái vật đã giết. Độ hiếm của vật phẩm và độ khó kiếm được vật phẩm mang lại cho người chơi một vị thế trong số các đồng nghiệp của họ khi họ có được vật phẩm đó.
Jim Rossignol, một nhà báo tài chính chuyên báo cáo về trò chơi trên Internet đã mô tả cách anh vượt qua cơn nghiện của chính mình và biến sự bột phát của mình thành một hướng đi đáng mơ ước với tư cách là một phóng viên về trò chơi trên Internet và văn hóa chơi game.

#### Rối loạn nghiện giao tiếp (lạm dụng nói chuyện)
Rối loạn nghiện giao tiếp (CAD) là một rối loạn hành vi được cho là liên quan đến sự cần thiết của việc giao tiếp liên tục với người khác, ngay cả khi không có nhu cầu thiết thực về giao tiếp đó. CAD có liên quan đến chứng nghiện Internet. Người dùng trở nên nghiện các yếu tố xã hội của Internet, chẳng hạn như Facebook và YouTube. Người dùng trở nên nghiện giao tiếp một đối một hoặc nhóm dưới hình thức hỗ trợ xã hội, các mối quan hệ và giải trí. Tuy nhiên, can thiệp vào các hoạt động này có thể dẫn đến xung đột và cảm giác tội lỗi. Loại nghiện này được gọi là lạm dụng mạng xã hội.
Nghiện mạng xã hội là sự phụ thuộc của con người bằng cách kết nối, cập nhật và kiểm soát trang mạng xã hội của họ và bạn bè của họ. Đối với một số người, trên thực tế, điều quan trọng duy nhất là có nhiều bạn bè trong mạng lưới bất kể họ ngoại tuyến hay chỉ ảo; điều này đặc biệt đúng đối với thanh thiếu niên như một sự củng cố cái tôi. Đôi khi thanh thiếu niên sử dụng mạng xã hội để thể hiện hình ảnh lý tưởng của mình với người khác. Tuy nhiên, các nghiên cứu khác cho rằng mọi người đang sử dụng mạng xã hội để truyền đạt tính cách thực của họ chứ không phải để quảng bá bản sắc lý tưởng của họ.

#### Nghiện thực tế ảo
Nghiện thực tế ảo là chứng nghiện sử dụng thực tế ảo hoặc môi trường ảo, nhập vai. Hiện tại, phương tiện ảo tương tác (chẳng hạn như mạng xã hội) được gọi là thực tế ảo, trong khi thực tế ảo tương lai đề cập đến môi trường hoặc thế giới được mô phỏng bằng máy tính, nhập vai. Các chuyên gia cảnh báo về sự nguy hiểm của thực tế ảo và so sánh việc sử dụng thực tế ảo (cả ở dạng hiện tại và trong tương lai) với việc sử dụng ma túy, mang đến những so sánh lo ngại rằng, giống như ma túy, người dùng có thể bị nghiện thực tế ảo.

## Các yếu tố rủi ro

### Khó khăn trong mối quan hệ giữa các cá nhân
Có ý kiến cho rằng người có những bị tổn thương do môi trường ngoại cảnh tác động, hay có những kí ức đau buồn trong quá khứ, khó kết nối, khó hòa nhập với môi trường, khó khăn giữa các cá nhân như người hướng nội, các vấn đề xã hội, và kỹ năng giao tiếp  đối mặt kém, thường dẫn đến nghiện internet. Các mối quan hệ dựa trên Internet cung cấp một giải pháp thay thế an toàn cho những người gặp khó khăn nói trên để thoát khỏi sự từ chối và lo lắng tiềm ẩn khi tiếp xúc giữa các cá nhân trong cuộc sống thực.

### Hỗ trợ từ xã hội
Những cá nhân thiếu kết nối xã hội và hỗ trợ xã hội có nguy cơ cao bị nghiện Internet. Họ sử dụng các mối quan hệ ảo và hỗ trợ để giảm bớt sự cô đơn của mình. Trên thực tế, các ứng dụng phổ biến nhất trong số những người nghiện Internet là phòng trò chuyện, chat trực tuyến, trò chơi tương tác, nhắn tin nhanh hoặc mạng xã hội. Một số nghiên cứu thực nghiệm cho thấy xung đột giữa cha mẹ và con cái và không sống cùng mẹ có liên quan đáng kể đến nghiện internet sau một năm. Các yếu tố bảo vệ như giao tiếp có chất lượng giữa cha mẹ và con cái  và sự phát triển tích cực của thanh thiếu niên , lần lượt được chứng minh để giảm nguy cơ nghiện internet.

### Các yếu tố tâm lý
Tiền sử gây nghiện hoặc chứng bệnh tâm thần( tổn thương trong quá khứ, kí ức đau buồn) trước đó được phát hiện có ảnh hưởng đến khả năng nghiện Internet. Một số người có vấn đề tâm thần trước đó như trầm cảm và lo lắng chuyển sang các hành vi lạm dụng để tránh những cảm xúc khó chịu và tình huống của các vấn đề tâm thần của họ và coi nghiện Internet là một giải pháp thay thế an toàn hơn cho xu hướng nghiện chất gây nghiện. Nhưng nhìn chung vẫn chưa rõ ràng từ nghiên cứu hiện có đâu là nguyên nhân và đâu là hậu quả một phần do thực tế là bệnh đi kèm là phổ biến ở những người nghiện Internet.
Các bệnh đồng mắc phổ biến nhất có liên quan đến IAD là trầm cảm chính và rối loạn tăng động giảm chú ý (ADHD). Tỷ lệ ADHD và IAD kết hợp cao tới 51,6%.
Những người nghiện Internet không có tiền sử gây nghiện hoặc tâm thần đáng kể trước đây được cho là phát triển chứng nghiện một số tính năng của việc sử dụng Internet: ẩn danh, khả năng truy cập dễ dàng và bản chất tương tác của nó.

### Các yếu tố khác
Trình độ học vấn của cha mẹ, độ tuổi lần đầu sử dụng Internet và tần suất sử dụng các trang mạng xã hội và trang web trò chơi được phát hiện có liên quan tích cực đến việc sử dụng Internet quá mức ở thanh thiếu niên ở một số quốc gia châu Âu, Châu Á cũng như ở Hoa Kỳ.

## Chẩn đoán
Theo kinh nghiệm, chẩn đoán rối loạn nghiện Internet là rất khó. Nhiều công cụ sàng lọc khác nhau đã được sử dụng để phát hiện chứng rối loạn nghiện Internet. Các chẩn đoán hiện tại đang phải đối mặt với nhiều trở ngại.

### Khó khăn
Với sự mới mẻ của Internet và định nghĩa không nhất quán về chứng rối loạn nghiện Internet, việc chẩn đoán thực tế vẫn chưa rõ ràng. Với nghiên cứu đầu tiên do Kimberly S. Young khởi xướng vào năm 1996, nghiên cứu khoa học về chứng nghiện Internet chỉ đơn thuần tồn tại hơn 20 năm. Một số trở ngại đang có trong việc tạo ra một phương pháp chẩn đoán áp dụng cho chứng rối loạn nghiện Internet.
- Sử dụng Internet rộng rãi và sâu rộng: Chẩn đoán chứng nghiện Internet thường phức tạp hơn nghiện chất kích thích vì việc sử dụng Internet phần lớn đã trở thành một phần không thể thiếu hoặc cần thiết trong cuộc sống của con người. Do đó, việc sử dụng Internet gây nghiện hoặc có vấn đề rất dễ bị che đậy hoặc biện minh. [26] Ngoài ra, Internet phần lớn là một phương tiện ủng hộ xã hội, tương tác và hướng thông tin, trong khi các hành vi nghiện ngập khác như cờ bạc thường được coi là một hành vi đơn lẻ, chống đối xã hội có rất ít giá trị về mặt xã hội. Nhiều người được gọi là nghiện Internet không bị tổn hại sức khỏe và các mối quan hệ tương tự như những người nghiện lâu năm. [36] Nghiện internet dẫn đến các hành vi lệ thuộc và suy giảm thị lực, sức khỏe, căng thẳng.
- Tỷ lệ mắc bệnh cao: Nghiện Internet thường đi kèm với các rối loạn tâm thần khác như rối loạn nhân cách và chậm phát triển trí tuệ. [26] [37] [38] [39] [40] Người ta thấy rằng nghiện Internet đi kèm với chẩn đoán DSM-IV khác 86% thời gian. [41] Trong một nghiên cứu được thực hiện ở Hàn Quốc, 30% số người nghiện Internet được xác định có các triệu chứng đi kèm như lo lắng hoặc trầm cảm và 30% khác mắc chứng rối loạn thứ hai như rối loạn tăng động giảm chú ý (ADHD). [42] Một nghiên cứu khác ở Hàn Quốc cho thấy trung bình 1,5 chẩn đoán khác ở những người nghiện internet ở tuổi vị thành niên. [41] Hơn nữa, người ta ghi nhận ở Hoa Kỳ rằng nhiều bệnh nhân chỉ nhờ đến sự trợ giúp y tế khi gặp khó khăn mà họ cho là do các rối loạn khác. [26] [41] Đối với nhiều cá nhân, việc lạm dụng Internet quá mức hoặc không thích hợp là biểu hiện của chứng trầm cảm, rối loạn lo âu xã hội, rối loạn kiểm soát xung động hoặc bệnh lý cờ bạc. [43] Nhìn chung vẫn chưa rõ ràng từ các tài liệu hiện có liệu các rối loạn tâm thần khác là nguyên nhân hay biểu hiện của chứng nghiện Internet.

Mặc dù ủng hộ việc phân loại nghiện Internet là một căn bệnh đã có, cả DSM-IV (1995) và DSM-5 (2013) đều không coi nghiện Internet là một chứng rối loạn tâm thần. Một danh mục phụ của IAD, rối loạn chơi game trên Internet được liệt kê trong DSM-5 như một tình trạng cần nghiên cứu thêm để được coi là rối loạn toàn bộ vào tháng 5 năm 2013. Dự thảo Bản sửa đổi lần thứ 11 của WHO về Phân loại Bệnh tật Quốc tế (ICD-11) dự kiến xuất bản vào năm 2018 cũng bao gồm chứng rối loạn chơi game. Vẫn còn nhiều tranh cãi về việc liệu IAD có nên được đưa vào DSM-5 và được công nhận là một bệnh tâm thần nói chung hay không.

### Dụng cụ sàng lọc
Công cụ dựa trên DSM
Hầu hết các tiêu chí được sử dụng bởi nghiên cứu là sự thích nghi của các rối loạn tâm thần được liệt kê (ví dụ: cờ bạc bệnh lý) trong cẩm nang Chẩn đoán và Thống kê về Rối loạn Tâm thần (DSM).
Tiến sĩ Ivan K. Goldberg, người đầu tiên đưa ra khái niệm nghiện Internet, đã thông qua một số tiêu chí cho chứng nghiện internet trên cơ sở DSM-IV, bao gồm "hy vọng tăng thời gian trên mạng" và "mơ về mạng". Bằng cách điều chỉnh các tiêu chí DSM-IV cho bệnh lý cờ bạc, Tiến sĩ Kimberly S. Young (1998) đã đề xuất một trong những bộ tiêu chí tích hợp đầu tiên, Bảng câu hỏi chẩn đoán (YDQ), để phát hiện chứng nghiện Internet. Một người đáp ứng bất kỳ năm trong tám tiêu chí được điều chỉnh sẽ bị coi là nghiện Internet:
1. Mối bận tâm với Internet;
2. Nhu cầu tăng thời gian trực tuyến để đạt được mức độ hài lòng tương tự;
3. Nhiều nỗ lực để hạn chế sử dụng Internet;
4. Khó chịu, trầm cảm hoặc thay đổi tâm trạng khi việc sử dụng Internet bị hạn chế;
5. Thời gian trực tuyến lâu hơn dự kiến;
6. Đưa một công việc hoặc mối quan hệ vào tình thế nguy hiểm để được sử dụng Internet lâu hơn;
7. Nói dối người khác về lượng thời gian trực tuyến;
8. Sử dụng Internet như một phương tiện điều chỉnh tâm trạng.

Trong khi đánh giá YDQ của Young đối với chứng nghiện internet có ưu điểm là đơn giản và dễ sử dụng, Keith W. Beard và Eve M. Wolf (2001) khẳng định thêm rằng tất cả năm đầu tiên (theo thứ tự trên) và ít nhất một trong ba đáp ứng các tiêu chí (theo thứ tự trên) để phân định tình trạng nghiện Internet nhằm đánh giá khách quan và phù hợp hơn.
Young tiếp tục mở rộng bài đánh giá YDQ gồm tám câu hỏi của mình cho Bài kiểm tra Nghiện Internet (IAT) được sử dụng rộng rãi nhất hiện nay, bao gồm 20 mục với mỗi mục trên thang điểm Likert năm điểm. Các câu hỏi trong IAT mở rộng dựa trên bài đánh giá tám câu hỏi trước đó của Young chi tiết hơn và bao gồm các câu hỏi như "Bạn có trở nên phòng thủ hoặc bí mật khi bất kỳ ai hỏi bạn làm gì trên mạng không?" và "Bạn có thấy mình dự đoán khi bạn trực tuyến trở lại không?". Bạn có thể tìm thấy danh sách đầy đủ các câu hỏi trong cuốn sách Caught in the Net: How to Recognize the Signs of Internet Addiction and A Winning Strategy for Recovery năm 1998 của Tiến sĩ Kimberly S. Young và Tiến sĩ. Bài báo năm 2004 của Laura Widyanto và Mary McMurran có tiêu đề The Psychometric Properties of the Internet Addiction Test. Điểm test nằm trong khoảng từ 20 đến 100 và giá trị cao hơn cho thấy việc sử dụng Internet có vấn đề hơn:
- 20–39 = người dùng Internet trung bình,
- 40–69 = người dùng Internet có thể có vấn đề và
- 70–100 = người dùng Internet có vấn đề.

Theo thời gian, một số công cụ sàng lọc đáng kể đã được phát triển để chẩn đoán chứng nghiện Internet, bao gồm Kiểm tra Nghiện Internet (IAT), Kiểm kê Hành vi Gây nghiện Liên quan đến Internet (IRABI), Kiểm kê Chứng nghiện Internet Trung Quốc (CIAI), Thang điểm tự đánh giá mức độ nghiện Internet của Hàn Quốc (Thang điểm KS), Thang đo sử dụng Internet bắt buộc (CIUS), Thang đo sử dụng Internet có vấn đề chung (GPIUS), Thang đo hậu quả Internet (ICONS), và Thang đo sử dụng Internet có vấn đề (PIUS). Trong số những người khác, Thử nghiệm Nghiện Internet (IAT) của Young (1998) thể hiện độ tin cậy và giá trị nội bộ tốt và đã được sử dụng và xác nhận trên toàn thế giới như một công cụ sàng lọc.
Mặc dù các phương pháp sàng lọc khác nhau được phát triển từ các bối cảnh đa dạng, nhưng bốn yếu tố đã thể hiện trên tất cả các công cụ:
- Sử dụng quá mức: cưỡng chế sử dụng Internet và sử dụng thời gian trực tuyến quá mức;
- Các triệu chứng cai nghiện: các triệu chứng cai nghiện bao gồm các cảm giác như trầm cảm và tức giận, khi sử dụng Internet hạn chế;
- Khả năng chịu đựng: nhu cầu về thiết bị tốt hơn, tăng cường sử dụng internet và nhiều ứng dụng / phần mềm hơn;
- Hậu quả tiêu cực : Sử dụng Internet gây ra những hậu quả tiêu cực ở nhiều khía cạnh khác nhau, bao gồm cả hiệu suất có vấn đề trong các lĩnh vực xã hội, học tập hoặc công việc.

Gần đây, các nhà nghiên cứu Mark D. Griffiths (2000) và Tiến sĩ Jason C. Northrup và các đồng nghiệp (2015) khẳng định rằng Internet đơn giản chỉ là phương tiện và rằng mọi người thực sự nghiện các quy trình được tạo điều kiện bởi Internet. Dựa trên Thử nghiệm Nghiện Internet của Young (IAT), Northrup và các cộng sự phân tích thêm biện pháp nghiện Internet thành bốn quá trình gây nghiện: Chơi trò chơi điện tử trực tuyến, mạng xã hội trực tuyến, hoạt động tình dục trực tuyến và lướt web. Thử nghiệm Nghiện Quá trình Internet (IPAT)  được tạo ra để đo lường các quá trình mà các cá nhân nghiện.
Các phương pháp sàng lọc dựa nhiều vào tiêu chí DSM đã bị một số nghiên cứu cáo buộc là thiếu đồng thuận, cho thấy rằng các kết quả sàng lọc được tạo ra từ các biện pháp trước đó dựa trên tiêu chí DSM là không nhất quán với nhau. Do các nghiên cứu được thực hiện trong các bối cảnh khác nhau, các nghiên cứu liên tục sửa đổi thang đo cho các mục đích riêng của chúng, do đó đặt ra thách thức hơn nữa đối với việc tiêu chuẩn hóa trong việc đánh giá chứng rối loạn nghiện Internet.